# Jodie Taylor
Jodie Taylor (Birkenhead, 17 mei 1986) is een Engels voetbalspeelster die sinds 2018 als aanvaller actief is bij Seattle Reign FC in de Amerikaanse National Women's Soccer League. In 2020 speelt ze voor Olympique Lyonnais.

## Carrière

### Clubs
Taylor begon te voetballen bij de jeugd van Tranmere Rovers, het lokale voetbalteam uit haar woonplaats. Terwijl ze nog bij de jeugd speelde debuteerde ze in februari 2002 op 15-jarige leeftijd bij het eerste team van Tranmere Rovers LFC.
In 2004 ging Taylor studeren aan de Oregon State University waar ze voetbalde bij het universiteitsteam Oregon State Beavers. Tijdens haar verblijf in de Verenigde Staten speelde ze bij verscheidene teams in de USL W-League. Einde 2010 sloot Taylor zich aan bij Melbourne Victory in de Australische W-League waarna ze begin 2011 terugkeerde naar Engeland waar ze een contract tekende bij Birmingham City maar op uitleenbasis bij Lincoln Ladies ging voetballen. Taylor keerde terug naar Birmingham na buiten het seizoen nogmaals bij Melbourne Victory te hebben gespeeld. In de FA Women's Cup 2011/12 scoorde ze een van de strafschoppen in de finale na het 2-2 gelijkspel tegen Chelsea LFC waardoor Birmingham de finale won. In 2013 werd Taylor voor een jaar uitgeleend aan Kopparbergs/Göteborg FC in de Damallsvenskan waar ze op 10 wedstrijden 10 goals scoorde. Echter keerde ze in de zomer wegens persoonlijke redenen terug naar Engeland.
In december 2013 tekende Taylor een contract bij Washington Spirit in de National Women's Soccer League en verruilde de club op 16 januari 2015 voor de Portland Thorns FC.
In maart 2016 kondigde Arsenal WFC aan dat ze een contract getekend hadden met Taylor maar door een zware knieblessure speelde Taylor pas haar eerste wedstrijd voor Arsenal op 30 oktober 2016 tegen Doncaster Belles waarbij ze meteen tweemaal scoorde. Op 21 november 2017 verliet Taylor Arsenal waar ze op 17 wedstrijden 10 doelpunten maakte, om met een contract van korte termijn eerst bij Melbourne City FC in de Australische W-League te voetballen en vervolgens bij Seattle Reign FC in de Amerikaanse National Women's Soccer League.

### Nationaal elftal
Taylor werd door de nieuwe bondscoach Mark Sampson in december 2013 opgeroepen bij de dertig spelers voor het trainingskamp in La Manga Club maar moest wegens clubverplichtingen afhaken en werd vervangen door Izzy Christiansen. Omdat Taylor Ierse voorouders had, kwam ze ook in aanmerking voor het Iers vrouwenvoetbalelftal maar ze koos uiteindelijk voor Engeland.
Op 3 augustus 2014 debuteerde Taylor in een vriendschappelijke wedstrijd tegen Zweden in Hartlepool die met 4-0 gewonnen werd. Op 6 maart 2015 scoorde Taylor een hattrick tegen Australië tijdens de Cyprus Women's Cup 2015 waarna Engeland de finale won. In haar tiende interland scoorde ze het openingsdoelpunt in de kwartfinale van het Wereldkampioenschap voetbal vrouwen 2015 tegen Canada waarna het Engels vrouwenvoetbalelftal won met 2-1 en zo voor de eerste maal een halve finale op een wereldkampioenschap bereikte.
Taylor werd ook geselecteerd voor het Europees kampioenschap voetbal vrouwen 2017 in Nederland en scoorde op 19 juli 2017 een hattrick tegen Schotland, en was daarmee de allereerste speler om dit te doen in een groot internationaal vrouwenvoetbaltoernooi. Taylor bereikte met Engeland de halve finales waar ze met 3-0 verloren van gastland Nederland dat uiteindelijk voor de eerste maal Europees kampioen werd. Taylor werd met vijf doelpunten de topscorer van het toernooi.

## Erelijst
- 2012: Winnaar FA Women's Cup
- 2013: Winnaar Zweedse Supercup
- 2017/18: Winnaar Australisch landskampioenschap (W-League)